# 三羰基环庚三烯钼
三羰基环庚三烯钼是一种有机钼化合物，化学式为(C7H8)Mo(CO)3。它是红橙色固体，可溶于非极性有机溶剂。这个化合物没有实用价值，但它是环庚三烯的原型配合物。

## 合成、结构和反应
这个化合物通过环庚三烯与六羰基钼的热反应制备：
C7H8 + Mo(CO)6 → (C7H8)Mo(CO)3 + 3 CO
这个化合物是一种半夹心配合物，里面的Mo(CO)3与环庚三烯的六个中央碳原子键合。亚甲基从六个配位碳原子的平面向外伸出。
这个化合物与三苯甲基盐反应生成环庚三烯基络合物：
(C7H8)Mo(CO)3 + (C6H5)3C+ → [(C7H7)Mo(CO)3]+ + (C6H5)3CH